# Соколов Олександр Володимирович
Соколо́в Олекса́ндр Володи́мирович (27 червня 1961, Чернігів) — український державний і політичний діяч, міський голова Чернігова (2002–2015).

## Освіта
Народився 27 червня 1961 року в Чернігові. Закінчив середню школу № 21 міста Чернігова, спеціальну освіту здобув у СПТУ № 5 міста Чернігова, а вищу освіту в Чернігівський національний педагогічний університет імені Тараса Шевченка за спеціальністю «Загальнотехнічні дисципліни і праця», отримав кваліфікацію учителя загальнотехнічних дисциплін.
У 2004 закінчив Національну академію державного управління при Президентові України за спеціальністю «Державне управління», магістр державного управління.

## Біографія
Трудову діяльність розпочав у 1983 році майстром виробничого навчання Чернігівського СПТУ № 4.
1984–1985 роках проходив військову службу у складі обмеженого контингенту радянських військ в Афганістані.
З 1991 до 2014 року — голова Чернігівської обласної Спілки воїнів-інтернаціоналістів.
З 1985 року працював на виборних посадах у комсомольських органах.
У 1992–1994 роках — голова Координаційної ради Спілки молоді Чернігівщини.
З 1994 року — в органах виконавчої влади: очолював напрям молодіжної політики, фізичної культури та спорту в Чернігівському облвиконкомі та облдержадміністрації.
У 1999–2001 роках — заступник голови Чернігівської обласної державної адміністрації. Упродовж двох скликань обирався депутатом обласної ради від міста Чернігова.
З 2001 року — перший заступник Чернігівського міського голови з питань діяльності виконавчих органів ради.
У 2002 році обраний Чернігівським міським головою (повноваження були припинені у квітні 2006 року). Знову обраний на цю посаду в результаті позачергових виборів у листопаді 2006 року.
Втретє очолив місто у жовтні 2010 року.
З 2011 по 2014 — член Партії регіонів. Партія підтримувала його на місцевих виборах в 2006 та 2010 роках.
У березні 2015 проти Соколова було порушено кримінальну справу. Прокуратура запідозрила мера в розтраті 4,7 млн грн., які були перераховані компанії-забудовнику за програмою будівництва житла для громадян, які постраждали внаслідок Чорнобильської катастрофи. Забудовник збанкрутував, не добудувавши житло. У квітні справу було направлено до суду. Пізніше, інша компанія компенсувала переказані гроші. 21 вересня 2015 року Олександра Соколова було виправдано.
26 серпня 2015 року стало відомо, що Олександр Соколов приєднався до партії «Наш край».
22 вересня 2015 року висунутий кандидатом на міського голову Чернігова від партії «Наш край» на місцеві вибори 2015 року. В ході своєї передвиборчої кампанії добився від міської ради рішення виділити з міського бюджету 20 млн гривень як допомоги матеріально незахищеним чернігівцям, що вважають непрямим підкупом виборців.
В першому турі виборів, що відбулися 25 жовтня, зайняв перше місце, набравши 32612 (33,75%) голосів і обійшовши свого головного суперника — Владислава Атрошенка, який набрав 22560 (23,34%) голосів. Але в другому турі, який відбувся 15 листопада, програв Атрошенку. Олександр Соколов набрав 44560 (43,15%) голосів, в той час як Владислав Атрошенко — 53201 (51,52%).

## Критика
За часів головування Соколова на посту мера тролейбусний парк Чернігова прийшов в жалюгідний стан — так за 13 років його мерства було списано близько 30 тролейбусів, а закуплено 5. Середній вік тролейбуса — 21 років. Дороги знаходяться в поганому стані. Перехід в центрі міста так і не відремонтували — пошкоджені сходи, стіни. Через зношеність трубопроводів часто трапляються аварії, в деяких районах міста з кранів тече ржава вода. В той же час Олександр Володимирович регулярно роздавав матеріальну допомогу перед черговими виборами і показово давав команду ремонтувати дороги за місяць до виборів, таким чином підкуповуючи виборців. Восени 2015 крім допомоги в 500 гривень також обіцяв матеріальну допомогу через «соціальну картку» від благодійного фонду «Наш край».

## Нагороди
- Орден «За заслуги» II ступеня (28 вересня 2012) — за вагомий особистий внесок у розвиток місцевого самоврядування, багаторічну сумлінну працю та високий професіоналізм[23]
- Орден «За заслуги» III ступеня (14 лютого 2000) — за плідну трудову діяльність, активну життєву позицію, особистий внесок у вирішення проблем ветеранів війни[24]
- Медаль «За працю і звитягу» (10 вересня 2008) — за вагомий особистий внесок у розвиток і популяризацію фізичної культури і спорту в Україні, професіоналізм та досягнення високих спортивних результатів[25]
- Почесна грамота Кабінету Міністрів України (8 лютого 1999) — за активну громадську діяльність, сумлінну працю, особистий внесок у розв'язання проблем ветеранів війни та з нагоди 10-ї річниці з дня виведення військ колишнього Союзу РСР з Афганістану[26]
- Медалі: «Захиснику Вітчизни», «70 років Збройних Сил СРСР», «Воїну-інтернаціоналісту від вдячного афганського народу»
- Орден «Вірність бойовим традиціям» (відзнака Державного комітету України у справах ветеранів)

## Особисте життя
Постійно проживає у місті Чернігові. Одружений.